# Gegants de Lleida
El conjunt dels Gegants de Lleida està constituït per cinc parelles de gegants i una parella de gegantons, propietat de la Paeria. Són un símbol de la ciutat, i la seva presència en actes festius suposa un reconeixement i una acceptació del seu protocol. Actualment la Colla Gegantera dels Gegants de la Paeria, és l'encarregada de fer-los sortir en els actes festius i protocol·laris que se celebren a la ciutat. Per la seva banda, la Regidoria de Cultura de l'Ajuntament de Lleida és la responsable de vetllar perquè els Gegants es conservin.

## Orígens

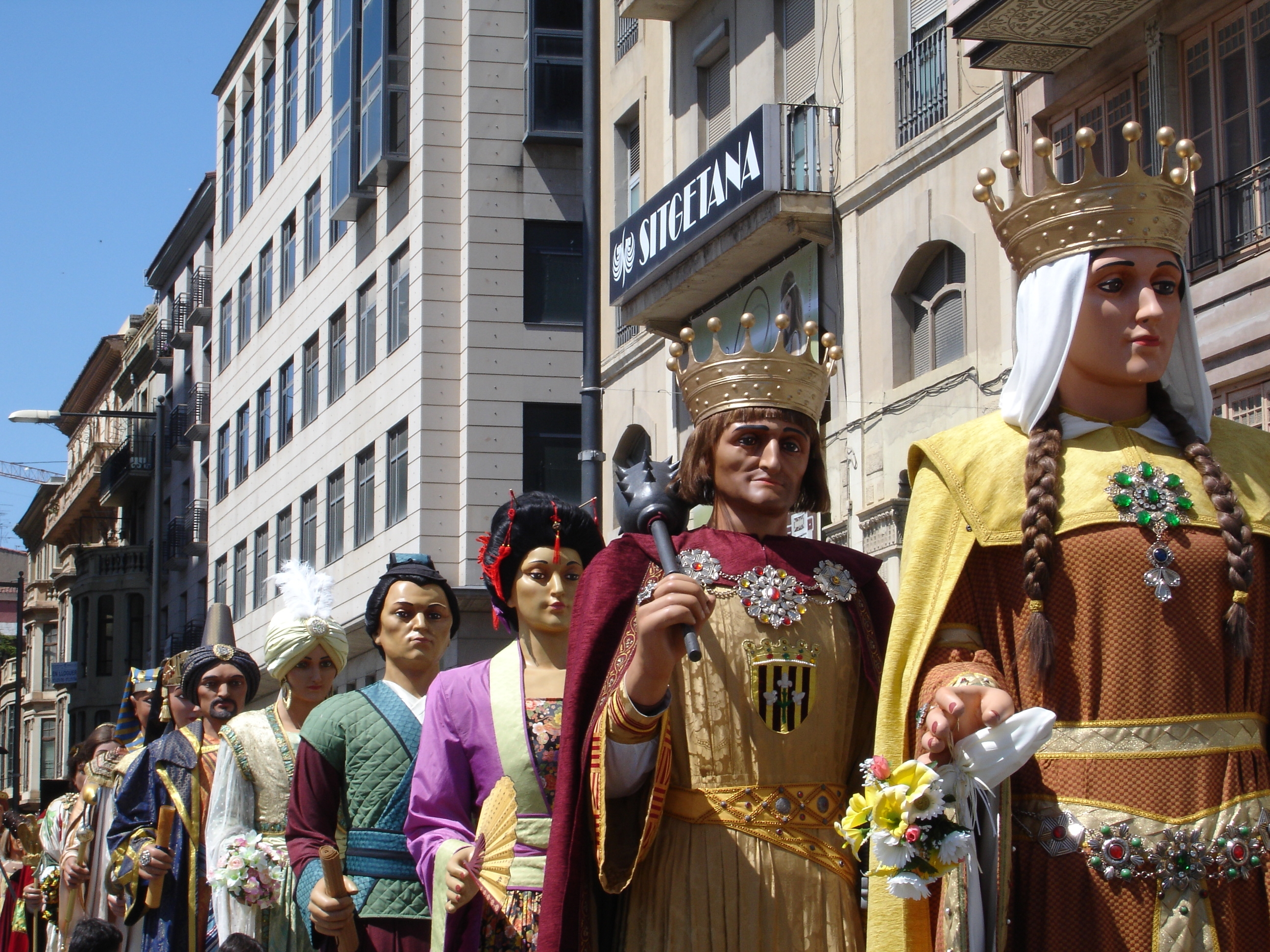

Els orígens dels Gegants de Lleida cal buscar-los en els antics «imagots», figures de mida gegantina presents en els Autos Sacramentals que se celebraven al claustre de la Seu Vella durant l'Edat Mitjana lleidatana. Les primeres referències escrites sobre els Gegants de Lleida els situen però, a finals del s.XVIII i parlen de seguicis encapçalats per una parella de gegants, amb motiu de la coronació del rei Carles IV. També existeixen referències documentals del 1811 que fan esment d'una parella de gegants «mascle i femella» a Lleida, sense que hi hagi cap representació ni es conegui cap detall.

## Conjunt actual
El grup actual dels Gegants de Lleida comença a sorgir l'any 1840, quan la Paeria fa encàrrec a l'escultor Ramon Corcelles, deixeble del prestigiós escultor aragonès Juan Adán, i autor del retaule major de la Seu Nova, d'una parella de «gigantes nuevos de escultura» perquè sortissin a rebre la reina Isabel II i la reina regent Maria Cristina, amb motiu de la seva visita a Lleida el 24 de juny de 1840. Aquests gegants esdevindrien, a partir de 1921, els actuals Gegants Emperadors Romans Marc Antoni i Cleòpatra, arran de la restauració efectuada pels artistes lleidatans Baldomer Gili i Roig i Pere Castro, i el sastre Agustí Blasco. Són els gegants originals en actiu més antics de Catalunya.

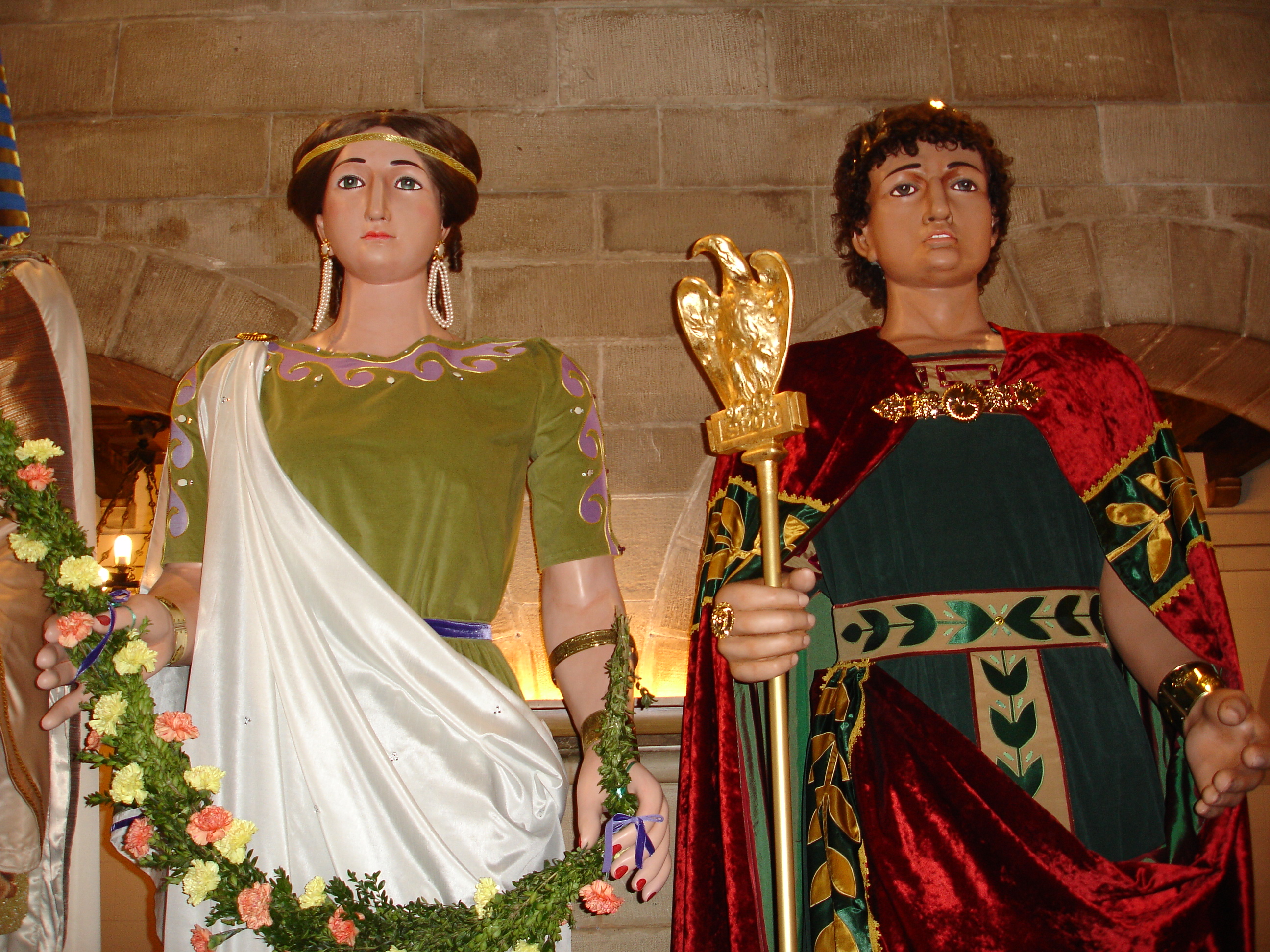
Gegants de l'escultor Corcelles, construïts el 1840

Paral·lelament a la parella de gegants de la Paeria, a la Lleida de finals del s. XIX trobem els Gegants Xinets. Els Gegants Xinets eren una donació del canonge Ramon Poch i foren realitzats el 1896 per l'escultor lleidatà Ramon Borràs. Recordaven els missioners de l'Església al Tercer Món, en aquella època la Xina, i encapçalaven la Processó de la Santa Infància. Aquests gegants, perduts l'any 1936 en l'incendi de la parròquia de Sant Andreu, foren recuperats el 1946, any en què la Paeria decidí encarregar a la sastreria teatral Casa Paquita de Barcelona l'actual parella de Gegants Xinesos, vestits per aquest antic establiment actualment desaparegut i realitzats a l'obrador de l'escultor modernista Lambert Escaler.

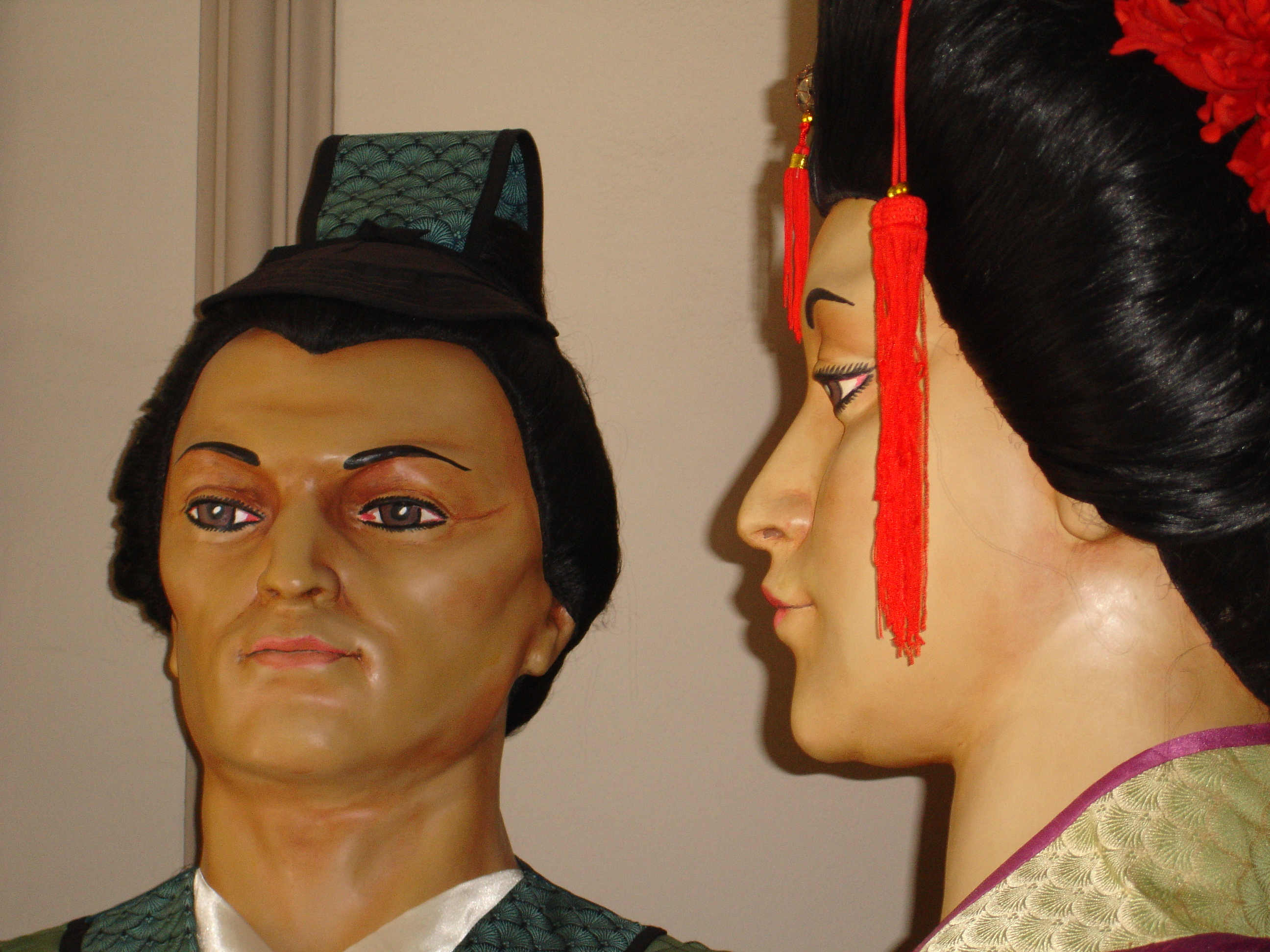
Gegants Xinesos (Lambert Escaler, 1946)

A partir d'aquí i fins a l'any 1958 s'anirien incorporant al conjunt dels Gegants de Lleida sis noves figures, totes elles encarregades igualment a la sastreria Casa Paquita, la qual confeccionava els vestits, i construïdes pels tallers de l'escultor Lambert Escaler.
L'any 1949, el governador civil Josep Carrera Cejudo regala a la ciutat un nou gegant que recorda al rei Jaume I El Conqueridor. L'any següent (1950), la Paeria li dona parella amb la reina donya Lionor, costejada per subscripció popular.

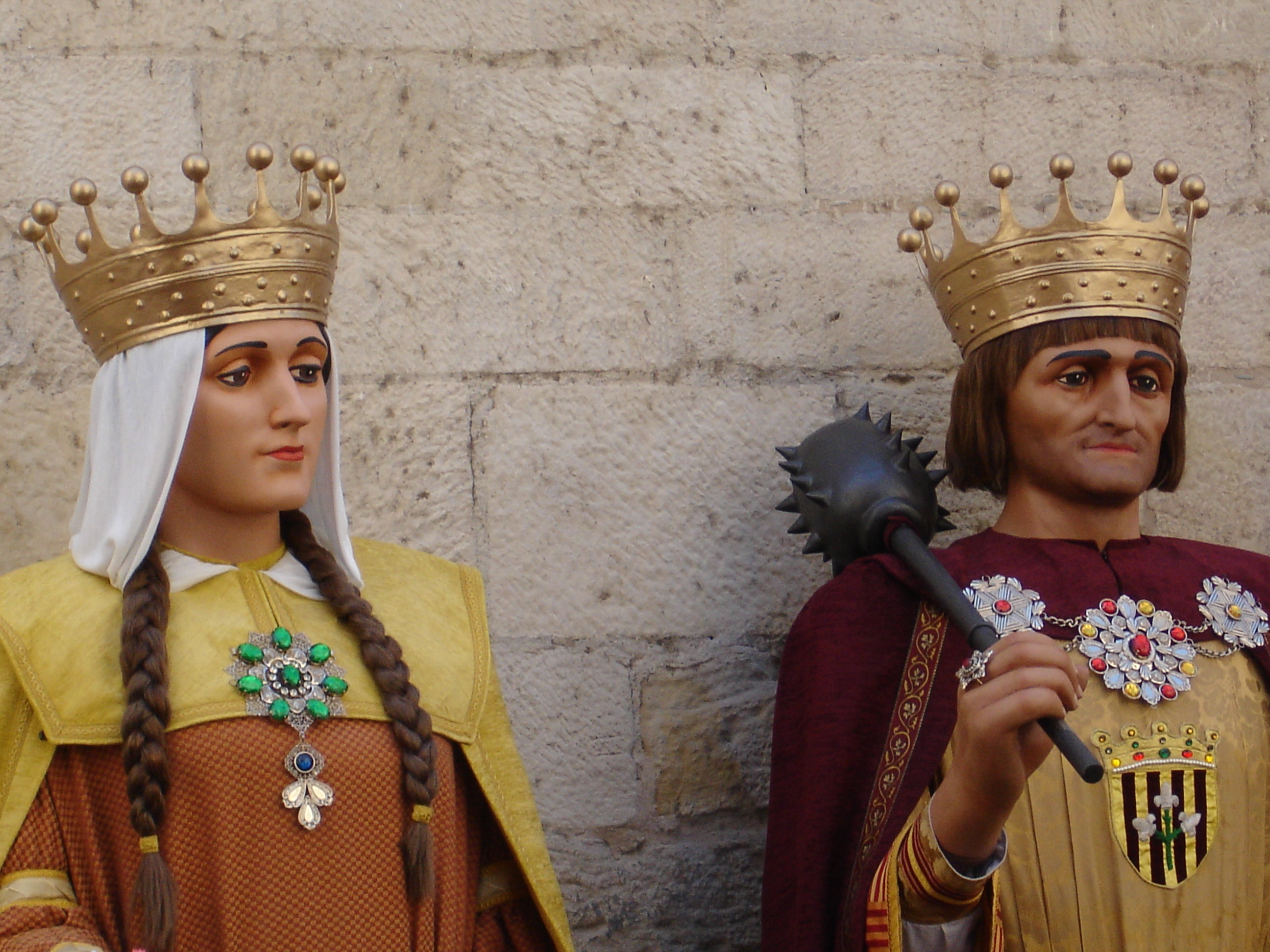
Gegants Reis Jaume I i Lionor (Lambert Escaler, 1949-1950)

El 1951 el governador Josep Carrera Cejudo obsequia novament la ciutat amb el Gegant Moro i amb la gegantona donya Violant. El maig del 1952 arriba a la ciutat la Reina Mora donya Zobeida, regal en aquesta ocasió, del nou governador civil, Josep Pagès i Costart.

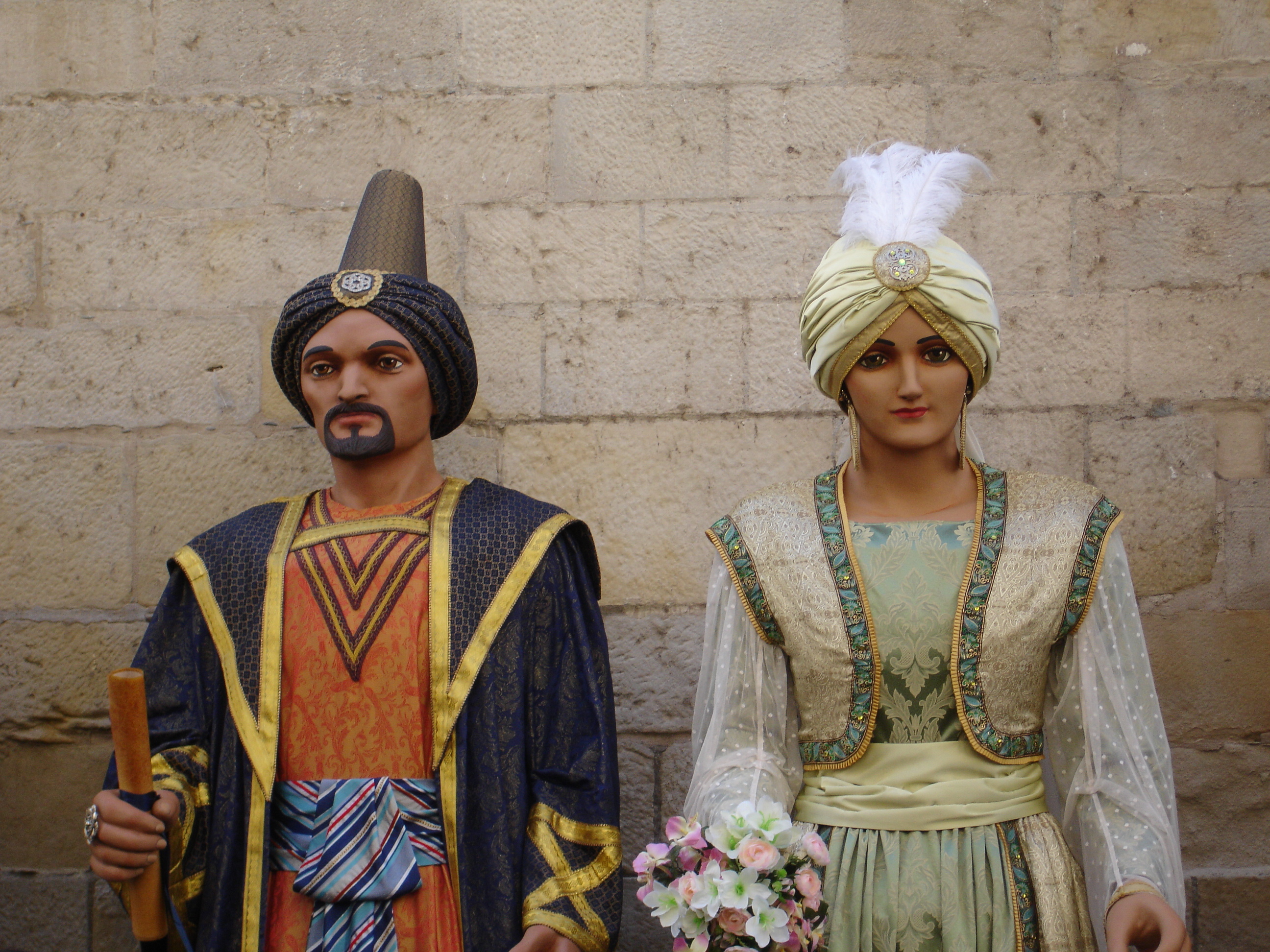
Gegants Moros (tallers de Lambert Escaler, 1951-1952)

Finalment, el 5 -10 -1958 arriba a la ciutat el gegantó Infant Berenguer, parella de donya Violant. La darrera incorporació va tenir lloc el 1995 amb els Gegants Faraons, realitzats també al taller El Ingenio per Agustí Serrano, a partir de motlles originals de Lluís Sabadell, i que recorden aquella època de començaments del s. XX en què els gegants de l'escultor Corcelles, influïts per esdeveniments com l'estrena de l'òpera Aïda o la inauguració del canal de Suez, van anar vestits d'egipcis.

## Sortides dels Gegants de la Paeria de Lleida
Distingim dos tipus de sortides; per una banda, les de caràcter protocol·lari, les quals venen fixades dins del calendari festiu de la ciutat, i per l'altra, les participacions en trobades geganteres. L'ordre dels Gegants en la cercavila és: Gegantons, Reis, Xinesos, Moros, Faraons i Romans. En les sortides fixades dins del calendari festiu de la ciutat trobem:

### La Festa Major de Maig: Sant Anastasi
- Sortida del Pregó i seguici
- Anada a Ofici i Processó, 11 de maig
- Ofrena de flors, 11 de maig
- Batalla de flors, 11 de maig
- Trobada de Gegants
- Cloenda de la Festa Major: Retreta Final

### Les Festes de la Tardor,
- Anem de festa, primer dia de les festes.
- Seguici Popular, 29 de Setembre, Sant Miquel

Els gegants ballen el Ball dels Gegants de Lleida. És per aquest motiu que han d'anar acompanyats d'una formació de música tradicional, que actualment és una colla de grallers. Aquest acompanyament amb gralles és relativament modern, antigament s'ha constatat que hi anaven altres acompanyaments, un dels més coneguts i recordats, habitual en el segle xx, va ser el clarinet i el timbal. En ocasions excepcionals, si hi ha consentiment per part de la Regidoria de Cultura de l'Ajuntament de Lleida i queda justificat pel tipus de festa que se celebra, els Gegants poden anar acompanyats per altres grups musicals, com bandes de música i orquestres. El gremi de perruquers de la ciutat de Lleida s'encarrega de pentinar els gegants, col·laborant desinteressadament amb la cultura popular de la ciutat.